# Trine Uggerud
Trine Uggerud (...) è un'ex sciatrice alpina norvegese.

## Biografia
Specialista delle prove tecniche, Trine Uggerud vinse la medaglia d'oro nello slalom gigante e quella di bronzo nello slalom speciale ai Campionati norvegesi 1976; non prese parte a rassegne olimpiche e non ottenne piazzamenti di rilievo in Coppa del Mondo o ai Campionati mondiali.

## Palmarès

### Campionati norvegesi
- 2 medaglie[senza fonte]:
  - 1 oro (slalom gigante nel 1976)[1]
  - 1 bronzo (slalom speciale nel 1976)[senza fonte]